# Kateretes pennatus
Kateretes pennatus is een keversoort uit de familie bastaardglanskevers (Kateretidae). De wetenschappelijke naam van de soort werd in 1864 gepubliceerd door Murray.